# Стивенс, Азурей
Азуре́й Бриона Стивенс (англ. Azurá Breeona Stevens; род. 1 февраля 1996 года, Потакет, штат Род-Айленд, США) — американская профессиональная баскетболистка, выступающая в женской национальной баскетбольной ассоциации за команду «Лос-Анджелес Спаркс». Была выбрана на драфте ВНБА 2018 года в первом раунде под шестым номером командой «Даллас Уингз». Играет на позиции тяжёлого форварда и центровой.

## Ранние годы
Азурей родилась 1 февраля 1996 года в городе Потакет (штат Род-Айленд) в семье Деймона и Кааши Стивенс, у неё есть две сестры, Да’Шина и Кайла. В детстве её семья перебралась в город Кэри (штат Северная Каролина), где она училась в одноимённой средней школе, в которой выступала за местную баскетбольную команду.